# HD 93083
HD 93083は、ポンプ座の方角に約93光年の距離にある、8等級の恒星である。橙色の主系列星で、太陽よりやや冷たく暗い。
| 太陽 | HD 93083  |
| ---- | --------- |
| 太陽 | Exoplanet |

## 惑星系
2005年、周囲を公転している惑星の存在が公表された。ラ・シヤ天文台の高精度視線速度系外惑星探査装置 (HARPS) を用いて、視線速度法で発見されたものである。
| 名称 （恒星に近い順） | 質量      | 軌道長半径 （天文単位） | 公転周期 (日) | 軌道離心率  | 軌道傾斜角 | 半径 |
| --------------------- | --------- | ----------------------- | ------------- | ----------- | ---------- | ---- |
| b                     | > 0.37 MJ | 0.477                   | 143.58 ± 0.60 | 0.14 ± 0.03 | —          | —    |

## 名称
2019年、世界中の全ての国または地域に1つの系外惑星系を命名する機会を提供する「IAU100 Name ExoWorldsプロジェクト」において、HD 93083 はコロンビアに割り当てられる系外惑星系となった。このプロジェクトは、「国際天文学連合100周年事業」の一環として計画されたイベントの1つで、コロンビア国内での選考、国際天文学連合 (IAU) への提案を経て太陽系外惑星とその主星に固有名が承認されるものであった。2019年12月17日、IAUから最終結果が公表され、HD 93083はMacondo、HD 93083 bはMelquíadesと命名された。これらはコロンビア人作家ガブリエル・ガルシア・マルケスの小説「百年の孤独」に登場する架空の地名と人名に由来している。Macondoは「百年の孤独」の舞台となる、魔法と現実が混在する架空の村「マコンド」に、Melquíadesは、星を周回する惑星のようにマコンドを歩き回り、自身の発明と物語を使って新しい知識を導入することでマコンドを外界と結び付ける架空のキャラクター「メルキアデス」に、それぞれちなんで名付けられた。